# Olimp Vărășteanu
Olimp Vărășteanu (n. la 17 februarie 1929, com. Grația, județul Teleorman – d. 18 octombrie 2007) a fost un regizor, scenarist, animator, ilustrator de carte. 

## Biografie
A absolvit Institutul de Arte Plastice din București și și-a desfășurat activitatea în mare parte la Studioul de animație Animafilm. A fost membru fondator ACIN în 1963 și membru UCIN.
A debutat în cinematografie în anul 1955 cu filmul Vulpoiul campion. Atras de tehnica decupajelor, se dedică acestui gen pe care se străduiește să-l îmbogățească cu mijloace noi de expresie.
A avut un rol important în formarea animației românești moderne, colaborând la creații ce s-au bucurat de apreciere pe plan internațional și au rămas în memoria colectivă. Seriale precum Pic și Poc (în diverse aventuri realizate în colaborare cu Florin Anghelescu) au fost îndrăgite de generații întregi.
A ilustrat și cărți pentru copii, cum ar fi Patru gâze năzdrăvane și Tivisoc și Tivismoc.

## Premii și distincții
- 1961 – Veneția – Diploma specială a juriului (Voinicelul)
- 1962 – Edinburgh – Diploma soecială a juriului (Voinicelul)
- 1964 – Gijon – Diploma specială a juriului (Cearta)
- 1964 – Mamaia – Premiul I pentru cel mai bun film de cartoane decupate (Cotidiene)
- 1970 - Veneția – Medalia de argint (Variațiuni)
- 1974 – Cupa de cristal – (Pic și Poc eroi fără voie)
- 1981 – Cupa de cristal – (Să nu uităm)
- 1981- Premiul ACIN – Diploma de onoare (Să nu uităm)
- 1982 – Pemiul ACIN – (Farse)
- 1983 - Premiul ACIN – (Anotimpul fericit)
- 1985 – Costinești – Premul I – (Drumul drept)
- 1986 – Premiul ACIN – (Dumbrava minunată)
- 1988 – Premiul I – Piatra Neamț – (Iedul neascultător)
- 1990 – Diploma de merit – Piatra Neamț – (La scăldat)

## Filmografie[3]
- 1955 - Vulpoiul campion
- 1956 - Pățania vulpoiului; Zdreanță
- 1960 - Voinicel
- 1965 - Cinci săptămni în balon; Nimic despre Arhimede
- 1967 - Îngerul împușcat
- 1969 - Variațiuni
- 1970 - Insula; Fata din Far-West
- 1972 - Microfabule
- 1974 - Pic și Poc în junglă (din seria Pic și Poc), coregie cu Florin Anghelescu; Pic și Poc eroi fără voie (din seria Pic și Poc), coregie cu Florin Anghelescu
- 1975 - Pic și Poc - Baronul Munchausen (din seria Pic și Poc) coregie cu Florin Anghelescu; Pic și Poc - Corbul și vulpea (din seria Pic și Poc) coregie cu Florin Anghelescu; Pic și Poc - Schimbă firea lupului (din seria Pic și Poc) coregie cu Florin Anghelescu
- 1976 - Pătrățel dresor (din seria Pătrățel) coregie cu Florin Anghelescu; Pătrățel pictor (din seria Pătrățel) coregie cu Florin Anghelescu
- 1977 - Bălănel și pepenii (din seria Bălănel) coregie cu Florin Anghelescu; O vânătoare dulce (din seria Bălănel) coregie cu Florin Anghelescu; Cine-i mai curat? (din seria Bălănel) coregie cu Florin Anghelescu
- 1978 - Bolovanul (din seria Bălănel) coregie cu Florin Anghelescu; Pătrățel și mingea (din seria Pătrățel) coregie cu Florin Anghelescu
- 1979 - Zmeul (din seria Pătrățel) coregie cu Florin Anghelescu; Merele (din seria Pătrățel) coregie cu Florin Anghelescu
- 1980 - Pilule satirice
- 1981 - Să nu uităm
- 1982 - Farse
- 1983 - Anotimpul fericit
- 1984 - Teoria relativității
- 1985 - Tatăl meu; Coșmarul; Drumul vieții
- 1986 - Dumbrava minunată
- 1988 - Tortul cu bucluc (ep. 6, seria „Aventurile lui Gore și Grigore”); Ca între vecini (ep. 11, seria „Aventurile lui Gore și Grigore”)
- 1989 - Vulpea; La scăldat
- 1990 - Poveste cu pești